# Tanna japonensis
Tanna japonensis (лат.) — вид цикадовых полужесткокрылых семейства певчих цикад.

## Описание
Обладают выраженным половым диморфизмом. Длина тела взрослых самцов 28—38 мм, самок — 21—25 мм, причём брюшко мужских особей отличается меньшей толщиной. Основной цвет тела красновато-коричневый; хитиновые пластины головы, скутеллюма и задней части прескутума окрашены в зелёный цвет. Горные особи имеют более тёмную окраску.

## Распространение
Вид широко представлен по всей территории Японии: от влажных районов Хоккайдо до острова Осима с субтропическим климатом. Встречаются как в равнинных областях северной части Кюсю и Хоккайдо, так и в высокогорных местностях южного Кюсю. Населяют лиственные леса, а также хвойные заросли из криптомерии или кипариса. На острове Исигаки обитает подвид T. j. ishigakiana.

## Биология
Взрослые особи являются объектами эктопаразитизма для гусениц Epipyropidae (Epipomponia nawai) и личинок саркофагидов (Angiometopa cicadina). Природным врагом нимф является ястребиный канюк. Численность вида снижается в местах повсеместного уплотнения грунта.
В зависимости от региона период начала стрекотания может варьировать от конца июня до конца лета. Самцы стрекочут или поют преимущественно во время сумерек перед восходом или после захода солнца, однако зафиксированы случаи пения при появлении облачности, резком падении температуры, а также в малоосвещённых участках леса в течение дневного времени суток. По мнению ряда авторов тональность стрекотания предположительно варьируется в зависимости от внешней температуры, что однако не нашло экспериментального подтверждения в опытах по оценке влияния глобального потепления на фенологию вида. Стрекотание прекращается с конца сентября.
Митогеном близок к виду Terpnosia vacua.